# جام خیریه انگلستان ۱۹۱۱
 جام خیریه انگلستان ۱۹۱۱ ، چهارمین رقابت سالانه مابین قهرمانان لیگ دسته اول فوتبال انگلستان و جام حذفی فوتبال انگلستان است.
این مسابقه در تاریخ ۲۵ سپتامبر ۱۹۱۱ مابین تیم‌های منچستر یونایتد و سوییندون تاون در ورزشگاه استمفورد بریج لندن برگزار شده‌است.
تیم منچستر یونایتد در این مسابقه با نتیجه هشت بر چهار به پیروزی رسید.

## جزئیات مسابقه
| منچستر یونایتد              | ۸ – ۴ | سوییندون تاون                    |
| --------------------------- | ----- | -------------------------------- |
| هالس (۶ گل) · تارنبول · وال |       | فلمینگ · ویتکروفت · تاف · جفرسون |